# Scottish League One 2013/14
Die Scottish League One wurde 2013/14 zum ersten Mal als dritthöchste Fußball-Spielklasse der Herren in Schottland ausgetragen. Die im Jahr 2013 gegründete Liga löste die Second Division ab und ist nach der Premiership und Championship eine der vier Ligen in der 2013 gegründeten Scottish Professional Football League. Gefolgt wird die League One von der League Two. Die erste Saison wurde von der Scottish Professional Football League geleitet und begann am 10. August 2013. Die Spielzeit endete mit dem 36. Spieltag am 3. Mai 2014.
In der Saison 2013/14 traten zehn Klubs in insgesamt 36 Spieltagen gegeneinander an. Jedes Team spielte jeweils zweimal zu Hause und auswärts gegen jedes andere Team. Als Aufsteiger aus der letztjährigen Third Division kam der schottische Rekordmeister Glasgow Rangers in die League One. Der Absteiger aus der vorherigen First Division Airdrie United komplettierte das Teilnehmerfeld in der Debütsaison.
Bereits zehn Spieltage vor Saisonende konnten die Rangers durch einen 3:0-Heimsieg gegen den Airdrieonians FC vor 41.343 Zuschauern im Ibrox Stadium den zweiten Aufstieg in Folge feiern. Die Rangers blieben über die gesamte Saison ohne Niederlage, bei einer Statistik von 33 Siegen und 3 Unentschieden, sowie einem Torverhältnis von 106 zu 18, und mit 39 Punkten Vorsprung auf den 2. Platzierten Dunfermline Athletic. Die Meistertrophäe wurde im Anschluss an die Ligapartie gegen den FC Stranraer, am 26. April 2014 überreicht, und der zwei Tage zuvor verstorbenen Klublegende Sandy Jardine gewidmet.

## Vereine
| Verein               | Stadt         | Stadion           | Kapazität |
| -------------------- | ------------- | ----------------- | --------- |
| Airdrieonians FC     | Airdrie       | Excelsior Stadium | 10.171    |
| FC Arbroath          | Arbroath      | Gayfield Park     | 04.153    |
| Ayr United           | Ayr           | Somerset Park     | 10.185    |
| Brechin City         | Brechin       | Glebe Park        | 03.960    |
| Dunfermline Athletic | Dunfermline   | East End Park     | 11.780    |
| FC East Fife         | Methil        | Bayview Stadium   | 01.980    |
| Forfar Athletic      | Forfar        | Station Park      | 06.777    |
| Glasgow Rangers      | Glasgow       | Ibrox Stadium     | 51.082    |
| FC Stenhousemuir     | Stenhousemuir | Ochilview Park    | 03.746    |
| FC Stranraer         | Stranraer     | Stair Park        | 02.988    |

## Statistiken

### Abschlusstabelle
| Pl. | Verein                        | Sp. | S  | U  | N  | Tore    | Diff. | Punkte |
| --- | ----------------------------- | --- | -- | -- | -- | ------- | ----- | ------ |
| 1.  | Glasgow Rangers (N)           | 36  | 33 | 3  | 0  | 108:180 | +90   | 102    |
| 2.  | Dunfermline Athletic (R↑) (A) | 36  | 19 | 6  | 11 | 068:540 | +14   | 63     |
| 3.  | FC Stranraer (R↑)             | 36  | 14 | 9  | 13 | 057:570 | ±0    | 51     |
| 4.  | Ayr United (R↑)               | 36  | 14 | 7  | 15 | 065:660 | −1    | 49     |
| 5.  | FC Stenhousemuir              | 36  | 12 | 12 | 12 | 057:660 | −9    | 48     |
| 6.  | Airdrieonians FC (A)          | 36  | 12 | 9  | 15 | 047:570 | −10   | 45     |
| 7.  | Forfar Athletic               | 36  | 12 | 7  | 17 | 055:620 | −7    | 43     |
| 8.  | Brechin City                  | 36  | 12 | 6  | 18 | 057:710 | −14   | 42     |
| 9.  | FC East Fife (R↓)             | 36  | 9  | 5  | 22 | 031:690 | −38   | 32     |
| 10. | FC Arbroath                   | 36  | 9  | 4  | 23 | 052:750 | −23   | 31     |

Platzierungskriterien: 1. Punkte – 2. Tordifferenz – 3. geschossene Tore – 4. Direkter Vergleich (Punkte, Tordifferenz, geschossene Tore)
| Zum Saisonende 2013/14: |                                   |
| Aufsteiger in die Scottish Championship 2014/15 Teilnahme an den Aufstieg-Play-offs Teilnahme an der Abstiegs-Play-offs Absteiger in die League Two |                                   |
| |                                   |
| Zum Saisonende 2012/13: |                                   |
| (A) | Absteiger aus der First Division  |
| (N) | Aufsteiger aus der Third Division |

### Torschützenliste
| Pl. | Name            | Team             | Tore |
| --- | --------------- | ---------------- | ---- |
| 01. | Michael Moffat  | Ayr United       | 26   |
| 02. | Jon Daly        | Glasgow Rangers  | 20   |
| 03. | Lee McCulloch   | Glasgow Rangers  | 17   |
| 04. | Martin Grehan   | FC Stranraer     | 13   |
| 04. | Jamie Longworth | FC Stranraer     | 13   |
| 06. | Alan Cook       | FC Arbroath      | 12   |
| 06. | Dale Hilson     | Forfar Athletic  | 12   |
| 06. | Alan Trouten    | Brechin City     | 12   |
| 9.  | Liam Buchanan   | FC East Fife     | 11   |
| 9.  | John Gemmell    | FC Stenhousemuir | 11   |
| 9.  | Andy Jackson    | Brechin City     | 11   |
| 9.  | Gavin Swankie   | Forfar Athletic  | 11   |

## Relegation
Teilnehmer an den Relegationsspielen waren der FC East Fife aus der diesjährigen League One, sowie drei Mannschaften aus der League Two, der FC Clyde, FC East Fife und Stirling Albion. Die Sieger der ersten Runde spielten in der letzten Runde um einen Platz für die folgende Saison 2014/15.
Erste Runde
Die Spiele wurden am 7. Mai 2014 ausgetragen.
|                 | Gesamt          |                | Hinspiel | Rückspiel |
| --------------- | --------------- | -------------- | -------- | --------- |
| FC Clyde        | 2:2 (6:7 i. E.) | FC East Fife   | 1:0      | 1:2 n. V. |
| Stirling Albion | 8:4             | Annan Athletic | 3:1      | 5:3       |

Zweite Runde
Die Spiele wurden am 14. und 18. Mai 2014 ausgetragen.
|                 | Gesamt |              | Hinspiel | Rückspiel |
| --------------- | ------ | ------------ | -------- | --------- |
| Stirling Albion | 3:2    | FC East Fife | 1:2      | 2:0       |

## Die Aufstiegsmannschaft der Glasgow Rangers
(Berücksichtigt wurden Spieler mit mindestens einem Einsatz; in Klammern sind die Einsätze und Tore angegeben)
| Glasgow Rangers | |
|                 | - Tor: Cammy Bell (33/0), Steve Simonsen (3/0) - Abwehr: Sébastien Faure (26/0), Kyle Hutton (10/0), Andrew Murdoch (1/0), Emílson Sánchez Cribari (7/0), Steven Smith (13/2), Richard Foster (23/0), Chris Hegarty (1/1), Bilel Mohsni (28/10), Lee Wallace (28/3) - Mittelfeld: Fraser Aird (27/5), Nicky Clark (23/9), Calum Gallagher (4/1), Nicky Law (32/9), Arnold Peralta (20/1), Ian Black (32/2), Robbie Crawford (20/2), Lewis Macleod (18/5), David Templeton (20/3) - Angriff: Jon Daly (34/20), Lee McCulloch (34/17), Charlie Telfer (1/0), Andrew Little (21/5), Dean Shiels (18/8) - Trainer: Ally McCoist |